# Sestřenice
Sestřenice je označení pro dceru strýce nebo tety.  Mužskou variantou je bratranec. V některých jazycích se pro sestřenici i bratrance používá stejný výraz, např. angl. cousin.

## Výrazy archaické, hovorové a nářeční
V minulosti se v češtině rozlišovala sestřenice podle toho, kdo byl jejím rodičem, užívala se označení:
- strýčena – dcera otcova bratra,
- ujčena – dcera matčina bratra,
- tetěnice – dcera otcovy nebo matčiny sestry.[zdroj?]

Sestřenice je příbuzná mající společné prarodiče se vztažnou osobou. Sestřenice druhého stupně (či z druhého kolene – má společné praprarodiče) se nazývá také „vlastnice“.[zdroj?]
Hovorově se sestřenici někdy říká sestřenka, nářečně se sestřenici také říká sestříně .